# Ото II (Монферат)
Вижте пояснителната страница за други личности с името Ото II.
Ото II (Otto II, Otho, Ottone, Oddone, * 1015, † 20 ноември 1084) от род Алерамичи е през 1042–1084 г. маркграф на Монферат.
Той е син на маркграф Вилхелм III (970 – 1042) и Ваца (или Ваза).
По бащина линия той е внук на Ото I и правнук на Алерам Монфератски и Аделаида.
Ото II се жени за Констанцa Савойска, дъщеря на граф Амадей II от Савоя и Йохана от Женева. Двамата имат два сина:
- Вилхелм IV (* 1030, † 1100), маркграф на Монферат
- Хайнрих, основател на династията на маркграфовете от Очимиано.